# ألكسندر تشيفرين
ألكسندر تشيفرين (بالسلوفينية: Aleksander Čeferin)‏ مواليد 13 أكتوبر 1967 في سلوفينيا رئيس اتحاد سلوفينيا لكرة القدم منذ العام 2011 ولازال، تم انتخابه في 14 سبتمبر 2016 رئيساً لليويفا لفترة مدتها أربعة أعوام بعد تخطي منافسه الهولندي مايكل فان براغ.
ألكسندر تشيفرين

## حياته ودراسته
تشيفرين متزوج وأب لثلاثة أطفال، حاصل على شهادة في القانون من جامعة ليوبليانا في سلوفينيا، يجيد بالإضافة إلى لغته الأم اللغتين الإنجليزية والإيطالية، عمل محامياً للرياضيين المحترفين والأندية الرياضية في بلادة، انتخب سنة 2011 رئيس لاتحاد كرة القدم في بلاده لفترة مدتها أربعة سنوات وفي العام 2015 أُعيد انتخابه مجدداً، في 14 سبتمبر 2016 انتخب رئيساً للاتحاد الأوروبي لكرة القد بعد حصوله على 42 صوت من عدد الأصوات البالغ 55 صوت.

## مهنيًا
بعد تخرجه من كلية الحقوق بجامعة ليوبليانا، عمل تشيفرين في مكتب المحاماة الخاص بعائلته، الأمر الذي طور اهتمامًا خاصًا بتمثيل الرياضيين المحترفين والأندية الرياضية. أصبح مديرًا للشركة في وقت لاحق خلفًا لوالده.

### أدواره الإدارية
أبدى تشيفرين اهتمامًا رسميًا بكرة القدم المحلية في عام 2005 من خلال عمله مع المجلس التنفيذي لنادي كرة الصالات إف سي ليتيا. بصفته عضوًا في اللجنة التنفيذية لنادي محامي ليوبليانا منذ عام 2005، وشغل منصب عضو في نادي أولمبيا ليوبليانا من 2006 إلى 2011.
انتُخب تشيفرين في عام 2011 رئيسًا لاتحاد كرة القدم في سلوفينيا. وشغل أيضًا منصب النائب الثاني والثالث لرئيس اللجنة القانونية للاتحاد الأوروبي لكرة القدم من عام 2011 إلى عام 2016.

### رئاسة الاتحاد الأوروبي لكرة القدم
انتُخب ألكسندر تشيفرين في 14 سبتمبر 2016 ليصبح سابع رئيس للاتحاد الأوروبي لكرة القدم، وأصبح أيضًا نائبًا لرئيس الفيفا تلقائيًا بعد أن حصل على 42 صوتًا في مؤتمر اليويفا في أثينا متغلبًا على الهولندي مايكل فان براغ الذي حصل على 13 صوتًا فقط.
ركز البيان الرئاسي لتشيفرين وحملته الانتخابية على الحاجة إلى اعتماد يويفا لإصلاحات الحكم الرشيد وأخذت مقترحاته الموافقة في أبريل 2017 في المؤتمر الـ 41 للاتحاد الأوروبي لكرة القدم في هلسنكي. تضمنت هذه الإصلاحات وضع حدود زمنية لرؤساء الاتحاد الأوروبي وأعضاء اللجنة التنفيذية للاتحاد الأوروبي لكرة القدم وتأكيد أن مرشحي اللجنة التنفيذية يجب أن يشغلوا مكتبًا نشطًا (الرئيس أو نائب الرئيس أو الأمين العام أو الرئيس التنفيذي) في رابطتهم الوطنية.
تضمنت التغييرات القانونية الأخرى التي تمت الموافقة عليها في هذا المؤتمر في هلسنكي: تعزيز لجنة حسن الإدارة التابعة للاتحاد الأوروبي لكرة القدم بعضوين مستقلين إضافيين ومنح عضويتين في اللجنة التنفيذية للاتحاد الأوروبي لكرة القدم لممثلي رابطة الأندية الأوروبية (إي سي أيه). في وقت لاحق، أُضيف أيضًا ممثل عن الاتحادات الأوروبية لكرة القدم الاحترافية (إي بّي إف إل) إلى اللجنة التنفيذية للاتحاد الأوروبي لكرة القدم (يويفا) في فبراير 2018 في مؤتمر اليويفا الثاني والأربعين في براتيسلافا.
كانت إحدى أولويات تشيفرين هي العمل على إيجاد طرق من أجل تحسين التوازن التنافسي في كرة القدم الأوروبية وتقليص الفجوة بين أندية النخبة وبقية الأندية. عقدت سلسلة من الاجتماعات في مقر الاتحاد الأوروبي لكرة القدم في مدينة نيون مع أصحاب المصلحة الرئيسيين من أجل المواءمة الاستراتيجية واستكشاف الخيارات المتاحة.
تعهد تشيفرين بتعزيز تدابير النزاهة المالية التي وضعها الاتحاد الأوروبي لكرة القدم في عام 2009 وأشرف بالفعل على تعديلات اللوائح لدورة المنافسة الجديدة 2018-21. بفضل إف إف بّي، حققت الأندية الأوروبية أرباحًا بقيمة 600 مليون يورو في عام 2017 مقارنةً بخسائرها الإجمالية البالغة 1700 مليون يورو في عام 2011.
رفض تشيفرين وبشكل قاطع فكرة إنشاء دوري السوبر الممتاز ووعد بعدم حدوث ذلك أبدًا طوال فترة وجوده. دعم رئيس رابطة الأندية الأوروبية أندريا أغنيلي موقفه بشكل متكرر وأظهر كلاهما جبهة موحدة في هذا الشأن في مؤتمر صحفي مشترك في بروكسل في نوفمبر 2018.
بصفتها جزءًا من هدفه من أجل تعزيز التواصل والتعاون مع أصحاب المصلحة الرئيسيين في كرة القدم، عمل تشيفرين أيضًا على تعزيز العلاقات مع أعضاء البرلمان الأوروبي، ومجلس أوروبا، والمفوضية الأوروبية.
كان الاستثمار في القواعد الشعبية وكرة القدم النسائية من أولويات أهداف ولاية تشيفرين، إذ أُعلن عن منح قياسية من أجل تطوير كرة القدم في المؤتمر الـ 42 للاتحاد الأوروبي لكرة القدم في فبراير 2018، وتعهد الاتحاد الأوروبي لكرة القدم أيضًا عن مشاريع من أجل زيادة تمويل تطوير كرة القدم النسائية بنسبة 50٪ في أكتوبر 2018. أشرف أيضًا على توقيع أول صفقة رعاية على الإطلاق من الاتحاد الأوروبي لكرة القدم والتي كانت مخصصة بالكامل لكرة القدم للسيدات في ديسمبر 2018.
أعيد انتخاب تشيفيرين بالتزكية من أجل ولاية جديدة مدتها أربع سنوات في مؤتمر الاتحاد الأوروبي لكرة القدم الـ 43 في روما بتاريخ 7 فبراير 2019. عزز رئيس الاتحاد الأوروبي لكرة القدم خلال خطاب القبول رسالة الوحدة، مع ضمان «أن تظل كرة القدم الأوروبية موحدة، وأن تظل كرة القدم الأوروبية محترمة ودالة على الاحترام، وجديرة به، وأن تستمر كرة القدم الأوروبية في إظهار التضامن وتحقيق الآمال».

## روابط خارجية
- ألكسندر تشيفرين على موقع IMDb (الإنجليزية)